# Спортивная гимнастика на летних Олимпийских играх 1980 — опорный прыжок (женщины)
Опорный прыжок - одна из 6 дисциплин спортивной гимнастики среди женщин на летних Олимпийских играх 1980. Квалификация состоялась 21 и 23 июля. Финал состоялся 25 июля. Соревнования проходили во дворце спорта "Лужники".

## Медалисты
| Золото                   | Серебро           | Бронза             |
| Наталья Шапошникова СССР | Штеффи Кракер ГДР | Мелита Рюн Румыния |

## Результаты

### Квалификация
62 гимнастки участвовали в квалификации, которая проходила 21 и 23 июля. Обладательницы первых 36 мест в квалификации вышли в финал, который прошёл 25 июля. От одной страны в финал проходят не более 2 гимнасток. Очки из квалификации учитываются в финале.

### Финал
| Место | Гимнастка                | 1 прыжок | 2 прыжок | Квалификация | Финал | Итоговая оценка |
| ----- | ------------------------ | -------- | -------- | ------------ | ----- | --------------- |
|       | Наталья Шапошникова СССР | 10.000   | 9.800    | 9.900        | 9.825 | 19.725          |
|       | Штеффи Кракер ГДР        | 9.950    | 9.900    | 9.925        | 9.750 | 19.675          |
|       | Мелита Рюн Румыния       | 9.750    | 10.000   | 9.875        | 9.775 | 19.650          |
| 4     | Елена Давыдова СССР      | 9.900    | 9.900    | 9.900        | 9.675 | 19.575          |
| 5     | Надя Команечи Румыния    | 9.950    | 9.900    | 9.925        | 9.425 | 19.350          |
| 6     | Макси Гнаук ГДР          | 9.950    | 9.900    | 9.925        | 9.375 | 19.300          |

## Видеозаписи соревнования

### Полная запись
- Полная запись соревнования на YouTube

### Отдельные выступления
- Выступление Натальи Шапошниковой на YouTube
- Выступление Штеффи Кракер на YouTube
- Выступление Елены Давыдовой на YouTube
- 1 прыжок Нади Команечи на YouTube
- 2 прыжок Нади Команечи на YouTube